# Rainer Munz

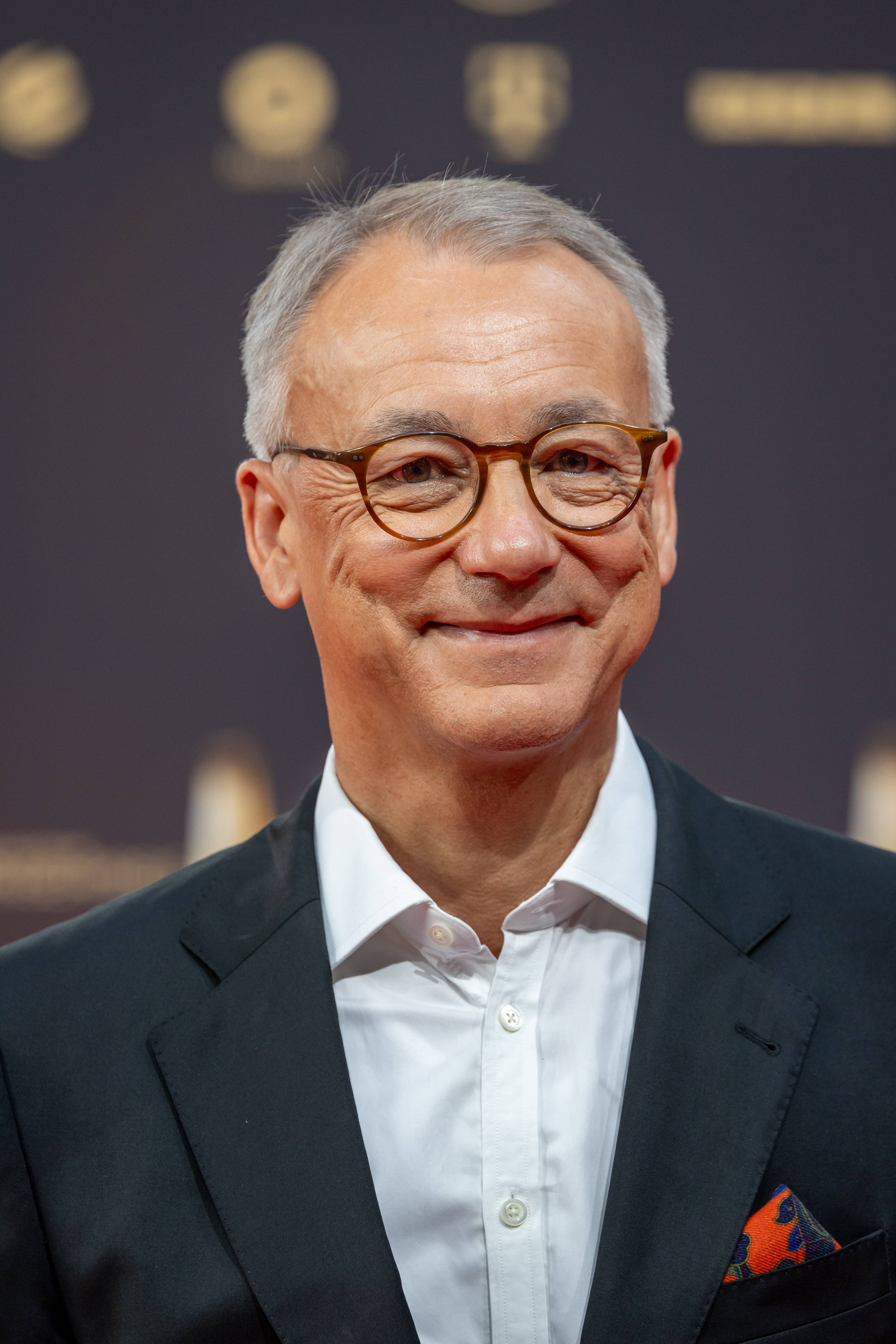
Rainer Munz (2023)

Rainer Munz (* 20. Oktober 1958 in Stuttgart) ist ein deutscher Journalist und Medienunternehmer.

## Leben
Munz studierte von 1980 bis 1982 an der Universität Konstanz Germanistik und Politik und absolvierte nach seinem Wechsel nach Frankfurt am Main 1986 an die Johann Wolfgang Goethe-Universität das 1. Staatsexamen in Deutsch und Sozialkunde für das Lehramt an Gymnasien. Als Redakteur arbeitete Munz nach seinen Volontariaten bei der touristischen Nachrichtenagentur tdt (1988) und RTL (1989), von 1990 bis 1991 bei RTL aktuell. Von 1992 bis September 1993 war Munz im RTL-Studio Bonn zunächst als Korrespondent und dann auch stellvertretender Studioleiter tätig. Zuvor verantwortete Munz von 1998 bis 2011 das Landesstudio Süd in München für RTL und war von Oktober 1993 bis Mai 1998 Studioleiter und Auslandskorrespondent für RTL in Moskau. Als Kriegsreporter berichtete Munz über den Tschetschenienkrieg. Während des Irakkrieges 2003 übernahm er die Vertretung im RTL-Studio Jerusalem. Von Juli 2011 bis März 2016 war Munz Studioleiter des Hauptstadtstudios von RTL und n-tv in Berlin. Seit April 2016 ist Munz Gesellschafter und Geschäftsführer der 2009 im Auftrag der Mediengruppe RTL Deutschland gegründeten Final Frame Content GmbH in München und seit September 2022 Geschäftsführer der Munz Media GmbH, zudem berichtet er als Korrespondent für die Sender RTL und n-tv aus Moskau.